# Gnaphalopoda bidentata
Gnaphalopoda bidentata är en skalbaggsart som beskrevs av Lea 1917. Gnaphalopoda bidentata ingår i släktet Gnaphalopoda och familjen Melolonthidae. Inga underarter finns listade i Catalogue of Life.